# Baishan
Baishan léase Bái-Shan (en chino, 白山市; pinyin, Báishān shì; literalmente, ‘montaña blanca’) es una ciudad-prefectura en la provincia de Jilin, República Popular China. Limita al norte con la Ciudad de Jilin, al sur con Corea del Norte, al oeste con Tonghua y al este con Yanbian. Su área es de 17 485 km² y su población es de 1,3 millones.

## Administración
La ciudad prefectura de Baishan se divide en 6 entidades territoriales que se administran en 2 distritos, 1 ciudad-satélite ,2 condados y 1 condado autónomo:
- Distrito Hunjiang (浑江区)
- Distrito Jiangyuan (江源区)
- Ciudad Linjiang (临江市)
- Condado Fusong (抚松县)
- Condado Jingyu (靖宇县)
- Condado autónomo Changbai (长白朝鲜族自治县)

## Clima
Baishan tiene un clima continental húmedo influenciado por el monzón, con inviernos largos y muy fríos, y veranos muy cálidos y húmedos. Las temperaturas promedio mensuales varían de −15.3 ° en enero a 22.3 °C en julio, y la media anual es de 5.57 °C. La lluvia se concentra en los meses de junio a agosto. El porcentaje de sol mensual oscila entre el 42% en julio y el 60% en febrero, hay 2232 horas de sol al año.
| Parámetros climáticos promedio de Baishan (1981−2010 normals)                           | Parámetros climáticos promedio de Baishan (1981−2010 normals) | Parámetros climáticos promedio de Baishan (1981−2010 normals) | Parámetros climáticos promedio de Baishan (1981−2010 normals) | Parámetros climáticos promedio de Baishan (1981−2010 normals) | Parámetros climáticos promedio de Baishan (1981−2010 normals) | Parámetros climáticos promedio de Baishan (1981−2010 normals) | Parámetros climáticos promedio de Baishan (1981−2010 normals) | Parámetros climáticos promedio de Baishan (1981−2010 normals) | Parámetros climáticos promedio de Baishan (1981−2010 normals) | Parámetros climáticos promedio de Baishan (1981−2010 normals) | Parámetros climáticos promedio de Baishan (1981−2010 normals) | Parámetros climáticos promedio de Baishan (1981−2010 normals) | Parámetros climáticos promedio de Baishan (1981−2010 normals) |
| Mes                                                                                     | Ene.                                                          | Feb.                                                          | Mar.                                                          | Abr.                                                          | May.                                                          | Jun.                                                          | Jul.                                                          | Ago.                                                          | Sep.                                                          | Oct.                                                          | Nov.                                                          | Dic.                                                          | Anual                                                         |
| --------------------------------------------------------------------------------------- | ------------------------------------------------------------- | ------------------------------------------------------------- | ------------------------------------------------------------- | ------------------------------------------------------------- | ------------------------------------------------------------- | ------------------------------------------------------------- | ------------------------------------------------------------- | ------------------------------------------------------------- | ------------------------------------------------------------- | ------------------------------------------------------------- | ------------------------------------------------------------- | ------------------------------------------------------------- | ------------------------------------------------------------- |
| Temp. máx. media (°C)                                                                   | −8.2                                                          | −1.9                                                          | 5.6                                                           | 15.5                                                          | 21.8                                                          | 26.0                                                          | 28.1                                                          | 27.6                                                          | 22.3                                                          | 14.9                                                          | 3.7                                                           | −5.5                                                          | 12.5                                                          |
| Temp. media (°C)                                                                        | −15.3                                                         | −9.5                                                          | −1.1                                                          | 7.9                                                           | 14.3                                                          | 19.1                                                          | 22.3                                                          | 21.5                                                          | 14.8                                                          | 7.0                                                           | −2.5                                                          | −11.7                                                         | 5.6                                                           |
| Temp. mín. media (°C)                                                                   | −20.9                                                         | −15.6                                                         | −6.8                                                          | 1.4                                                           | 7.7                                                           | 13.7                                                          | 18.2                                                          | 17.5                                                          | 10.0                                                          | 1.2                                                           | −7.1                                                          | −16.5                                                         | 0.2                                                           |
| Precipitación total (mm)                                                                | 11.7                                                          | 11.7                                                          | 22.5                                                          | 43.1                                                          | 82.0                                                          | 118.1                                                         | 202.0                                                         | 159.2                                                         | 71.2                                                          | 39.8                                                          | 31.8                                                          | 17.2                                                          | 810.3                                                         |
| Días de precipitaciones (≥ 0.1 mm)                                                      | 8.8                                                           | 7.4                                                           | 8.6                                                           | 10.6                                                          | 14.3                                                          | 15.8                                                          | 17.9                                                          | 15.1                                                          | 11.5                                                          | 9.8                                                           | 10.1                                                          | 9.8                                                           | 139.7                                                         |
| Horas de sol                                                                            | 162.2                                                         | 178.9                                                         | 217.0                                                         | 212.6                                                         | 224.9                                                         | 207.4                                                         | 191.4                                                         | 185.5                                                         | 172.6                                                         | 190.9                                                         | 149.4                                                         | 139.6                                                         | 2232.4                                                        |
| Humedad relativa (%)                                                                    | 71                                                            | 65                                                            | 59                                                            | 56                                                            | 63                                                            | 72                                                            | 79                                                            | 80                                                            | 77                                                            | 67                                                            | 69                                                            | 72                                                            | 69.2                                                          |
| Fuente: China Meteorological Administration (precipitation days and sunshine 1971–2000) |                                                               |                                                               |                                                               |                                                               |                                                               |                                                               |                                                               |                                                               |                                                               |                                                               |                                                               |                                                               |                                                               |